# Eugenia aeruginea
Eugenia aeruginea är en myrtenväxtart som beskrevs av Dc.. Eugenia aeruginea ingår i släktet Eugenia och familjen myrtenväxter. Inga underarter finns listade i Catalogue of Life.